# Lorenzo Albacete
Lorenzo Albacete (* 7. Januar 1941 in San Juan, Puerto Rico; † 24. Oktober 2014 in Dobbs Ferry, New York) war ein US-amerikanischer Geistlicher und katholischer Theologe.

## Leben
Lorenzo Albacete war Physiker mit Schwerpunkt in Luft- und Raumfahrtwissenschaften. An der Katholischen Universität von Amerika absolvierte er ein Masterstudium in Katholischer Theologie. Nach seiner Priesterweihe 1972 in Washington absolvierte er ein theologisches Doktoratsstudium an der Päpstlichen Universität Heiliger Thomas von Aquin in Rom.
Er war Mitbegründer und Professor am Päpstlichen Institut Johannes Paul II. für Studien zu Ehe und Familie der Katholischen Universität von Amerika in Washington, D.C., und am Priesterseminar St. Joseph in Yonkers, New York. Von 1996 bis 1997 war er Präsident der Päpstlichen Katholischen Universität von Puerto Rico.
Er war Beauftragter der Bischofskonferenz der Vereinigten Staaten für spanischsprechende Amerikaner und Latinos, Kolumnist für die italienische Wochenzeitschrift Tempi und für The New Yorker sowie häufiger Interviewpartner bei den TV-Sendern CNN, The Charlie Rose Show, PBS, EWTN, Slate, The New Republic und Godspy. Für die Kommentierung des Dokumentarfilms The Human Experience wurde er ausgezeichnet.
Albacete war Meinungsführer der Bewegung Comunione e Liberazione in den USA und weiterhin Aufsichtsratsvorsitzende des Crossroads Cultural Center, einer Einrichtung dieser Bewegung.
Er war ein persönlicher Freund und Berater von Karol Wojtyła, dem späteren Papst Johannes Paul II., der ihn auch zum Monsignore ernannte. Lorenzo Albacete starb am 24. Oktober 2014 in Dobbs Ferry im Alter von 73 Jahren an den Folgen einer Parkinson-Krankheit.

## Schriften
- God at the Ritz: Attraction to Infinity a Priest Physicist Talks about Science, Sex, Politics, and Religion: Attraction to Infinity, Crossroads 2002, ISBN 0824519515
- Dios En El Ritz, Crossroads 2003, ISBN 0824521137
- Attrazione per l'infinito. Conversazioni sulla scienza, l'amore, la politica e la religione, Marietti 2003, ISBN 8821163288
- Quo vadis America? Con interviste a Lorenzo Albacete, David Forte, Giuliano Ferrara, 2003, ISBN 8852600485
- Lo stupore continua, Marietti 2008, ISBN 8821163679